# Елс Аарне
Елс Аарне (справжнє ім'я Ельза Аарне, після заміжжя Ельза Паемурру, повне ім'я Ельза Яновна Паемурру, естонською Elze Janovna Paemurru,  російською  Эльс Яновна Аарне; народилася 30 березня 1917, Димитрієвськ, нині Макіївка, Україна; -  померла 14 червня 1995, Таллінн, Естонія) — естонська композиторка, піаністка та музична викладачка.

## Біографія та родина
Батьками Елс Аарне були інженер-науковець Ян Аарманн та його дружина Марі Аарманн.  1939 року Ельс Аарне одружилася з трубачем та віолончелістом Мартом (Отто) Паемурру (народився 31 травня 1908, Тойла, Естонія; - помер 6 листопада 1972, Таллінн, Естонія). У Ельс та Марта Паемурру було двоє дітей: Майт та Петер Паемурру (народилися 27 червня 1948). Петер Паемурру сам є відомим віолончелістом та диригентом.

## Освіта та викладацька діяльність
Елс Аарне здобувала музичну освіту в Талліннській консерваторії. До 1939 року вона вивчала музичну педагогіку у Густава Ернесакса, до 1942 року — фортепіано у Теодора Лемби, а до 1946 року — композицію у Хейно Еллера. З 1939 по 1945 рік вона працювала викладачем фортепіано в Талліннській учительській семінарії, де також викладала теоретичні предмети. З 1944 по 1974 рік Елс Аарне викладала теорію музики та фортепіано в Талліннській державній консерваторії (нині Естонська академія музики та театру), де її чоловік Март також був викладачем. Крім того, вона викладала в Талліннській музичній школі.

## Композиторська творчість
Елс Аарне відома передусім як композиторка. Вона є авторкою двох симфоній (1961, 1966), двох концертів для віолончелі (1974, 1980), концерту для контрабаса (1968), а також симфонічних поем та камерної музики. Серед її вокальних творів — кантати, зокрема «До батьківщини» (1939) та «Пісня наших днів» (1965), хори та пісні. У своїй творчості вона активно використовувала естонські народні мелодії та їх характерні лади, а також експериментувала з дванадцятитоновою технікою. Теми її хорових творів були різноманітними: праця, дім, природа, гумор та взаємостосунки.

## Виконавська діяльність та інші види творчості
Аарне була концертною піаністкою. Вона виступала як солістка на прем'єрі свого фортепіанного концерту, а також як акомпаніаторка у різних камерних ансамблях. Її камерну музику виконували численні естонські музиканти, серед яких Ельза Маасік, Георг Отс, Маргарита Фойтес, Пееп Лассманн, а також її діти Майт та Петер Паемурру. Хорові твори Ельс Аарне виконувалися і продовжують виконуватися переважно естонськими хорами, а її оркестрову музику виконував ERSO. Серед диригентів, які виконували її твори, були Пауль Карп, Роман Мацов, Нееме Ярві, Пеетер Лільє, Юрі Альпертен та Олев Оя (народився 1935).
Крім того, Елс Аарне написала двотомну школу сольфеджіо (1960; 1962), яка набула широкого розповсюдження в Радянському Союзі. Вона також писала музичні огляди для газети «Sirp ja Vasar» («Серп і молот»), створювала радіопередачі про естонських виконавців та композиторів, займалася фотографією та знімала короткометражні фільми. Її короткометражний фільм «Азалія» був відзначений на конкурсі аматорських фільмів, так само як і деякі її фотографії на фотоконкурсах.

## Твори (вибірка)
Джерело: Eesti Entsüklopeedia 
- Концерт для фортепіано з оркестром, op. 5; 1945
- Malle sõbrad [Друзі Малле], Симфонічна сюїта в семи частинах, op. 31, 1951
- Концертино для валторни та оркестру ре мінор, Op. 33; 1958
- Симфонія № 1, Op. 38; 1961
- Симфонія № 2, Op. 48; 1966; I.Andante tranquillo, II.Andante; III. Allegro risoluto
- Концерт для контрабаса, op. 52; 1968 [10]
- Балада для фортепіано з оркестром ор. 25, 1955
- Балада для фортепіано з оркестром, ор. 54; 1969 рік
- Увертюра ре мажор, Op. 55; 1969
- Концерт для віолончелі № 1 ор. 59; 1974 рік
- Концерт для віолончелі № 2 ор. 67; 1980 рік
- Концерт для віолончелі № 3 ор. 80; 1987 рік
- Чотири варіації на тему колискової «Ei taha veel magada» для фортепіано з оркестром
- вальс

### Хорові твори
- Söerikastajad, кантата для чоловічого хору ор. 41
- Сибірська балада для мішаного хору, Op. 76
- «До батьківщини», кантата 1939
- «Родина», кантата для хору та оркестру, текст: Е. Тарун, 1939
- Laul mesilastest [«Пісня бджіл»] для чоловічого хору a cappella; Текст: Каарел Косен; 1948 рік
- Співають вільні люди, кантата, текст: Д. Вараандій, 1949
- «Пісня наших днів», кантата, 1965
- Igatsus [The Cat], текст: Ellen Niit, для змішаного хору, 1966
- та понад 20 інших хорових творів

### Камерна музика
- Поема для віолончелі та фортепіано, 1940 [5]
- Фортепіанне тріо op. 6; 1946 рік; I. Allegro moderato ля мінор II. Анданте до мажор III. Allegro vivace E мажор [11]
- Три п'єси для скрипки та фортепіано, op. 17, 1952 I Казка [5] II Імпровізація для скрипки та фортепіано [5] III Вальс для скрипки та фортепіано, 1952 [5]
- Два естонські танці для скрипки та фортепіано (також у фортепіанній версії), 1954 [5]
- П'ять легких п'єс для віолончелі та фортепіано, op. 36, 1960 [12] I Роздуми II Маленький марш III Канон IV Лірична мить V Гумореска
- Авалугу [Вступний твір] для дев'яти валторн, 1963
- Медитація для валторни та оркестру, op. 42, № 2. Обов'язковий твір на Державному конкурсі виконавців 1970 року.
- Казки для контрабаса та фортепіано, Op. 43, 1963
- Духовий квінтет, op. 50; 1965
- Руно для віолончелі та фортепіано, 1969 [5]
- Ноктюрн для віолончелі та фортепіано, 1970 [5]
- Хоровод з опери «Мюстала» для віолончелі та фортепіано, 1972
- Діалог для валторни та фортепіано Op. 42 № 3, 1972
- Маленька прелюдія та фуга для віолончелі та фортепіано, 1974
- Органна соната Op. 61; 1976
- «Естонія»; Сюїта для двох фортепіано, op. 62; 1976
- Соната для контрабаса, op. 63, 1976 OCLC 11286836
- Балада для скрипки та віолончелі ор. 65, 1977
- Капричіо для віолончелі соло, 1977 OCLC 28343841
- Тріо для віолончелі, туби та фортепіано, Op. 68; 1976
- Соната для віолончелі No 1; ор. 69; 1979 рік
- Соната для віолончелі No 2; ор. 77; 1985 рік

### Працює для голосу
Вона написала близько 10 пісенних циклів на тексти естонських поетів
- Killukesi matkateedelt op. 37; цикл пісень для голосу та фортепіано; Таллінн; 1963 [13]
- Вікеркаар ор. 45; Цикл пісень для сопрано або тенора і фортепіано; Таллінн; Eesti Raamat, 1967 [14]
- «Кассікангас», шість пісень для голосу з акомпанементом віолончелі

### фортепіанна музика
- Дванадцять варіацій на тему Адольфа Ведро, 1939
- Pioneeride matkapäev [Екскурсія піонерів], фортепіанний цикл op. 10; Таллінн; 1951 [5] [15]
- Вісім етюдів для початківців [5]
- Сонатіна, 1961 [5]
- Сім поліфонічних ескізів, 1961 [5]
- Балада для фортепіано в чотири руки, 1962 [5]
- Чотири контрасти, 1966 [5]
- Імпровізація, 1967 [5]
- Чотири контрасти, op. 39; Таллінн; 1970 [16]
- Естонська сюїта для фортепіано в чотири руки, op. 62, 1976

### Органна музика
- Органна соната op. 61, 1976

### Твори для духового оркестру
- Адажіо для духового оркестру, 1955 [5]
- Балтійська мора, мора світу, 1958
- Каотус, op. 26 № 1
- Балада для фортепіано та духового оркестру, Op. 54; 1969
- Рахумері, симфонічна поема op. 32; 1958 [17]
- Увертюра, op. 26; 1959
- Sõpruse nimel [«Дружба»] для змішаного хору з оркестром, ор. 40 №1; 1962 рік
- Monumendi ees для духового оркестру op. 40 № 2, Музичний образ, 1963
- Мелодія, 1959
- Увертюра, 1969
- Кодумаа тідел

## Записи (вибірка)
- Концертино для валторни з оркестром ре мінор, ор. 33; Калле Кауксі, ріг; ЕРСО ; конд. Пітер Лільє ; 1990 рік; Melodia C10 30035 009.
- Фортепіанний концерт № 1, ор. 5; Els Aarne, фортепіано; ЕРСО; Cond. Німе Ярві .
- Симфонія No 2; ЕРСО; Режисер Німе Ярві.
- Балада для фортепіано з оркестром; ор. 54; Текла Коха, фортепіано; ЕРСО; Cond. Яан Кяарамес.

## Вебпосилання
- [Архівовано [Дата відсутня], у www.ents.ee] (estnisch)
- Els Aarne; Artikel über Els Aarne in der Eesti Entsüklopeedia EE [Estnische Enzyklopädie] (estnisch) mit Bild
- Els Aarne Seite des Estonian Music Information Centre mit Biographie, Werksliste und Bild (englisch)
- Klaviertrio op. 6 Artikel mit Geschichte und Analyse von Claus-Christian Schuster
- Els Aarne Filmographie Seite der Estonian Film Database (estnisch)
- Els Aarne – ein Neuling in unserer Familie der Komponisten. Artikel in der Zeitung Uudisleht [Rundschreiben] mit Interview und Bild der 23-jährigen Els Aarne vom 25. April 1940 (estnisch)
- Lieder von Els Aarne Musikbeispiel aus dem Archiv des Estnischen Rundfunks ERR, 1983: Helgi Sallo; Sopran; Els Aarne Klavier; Ivo Juul, Cello; Ab 1:48 bis 5:37  Els Aarne: Külma päikese laulud; Ab 5:38 bis 7.34 Els Aarne: Vaid hetk on aega